# دلتا زن برزنجیر
دلتا زن برزنجیر یک ستاره است که در صورت فلکی آندرومدا قرار دارد.